# 사운즈
사운즈(영어: Sounds)는 영국의 팝/록 음악 전문 주간지로 1970년 10월 10일 발행되기 시작하여 1991년 4월 6일 폐간하였다. 신문 중앙에 포스터를 나누어주었던 것과 1970년대 초반부터 1980년대까지 헤비 메탈(특히 뉴 웨이브 오브 브리티시 헤비 메탈(NWOBHM))과 펑크, 오이! 음악을 다룬 것으로 유명하였다.

## 역사
사운즈는 스포트라이트 퍼블리케이션스(모건 그램피언의 일부)가 제작을 맡았으며, 존 톰슨과 조 사울이 멜로디 메이커를 떠나고 회사를 세웠던 잭 허튼과 피터 윌킨슨과 함께 만들었다. 사운즈는 그들의 첫 번째 프로젝트로 프로그레시브 록을 전문으로 다루려 하였으며 허튼은 "좌익 멜로디 메이커"라고 묘사하였다. 사운즈는 멜로디 메이커와 뉴 뮤지컬 익스프레스(NME)의 라이벌이 될 기대를 받았다.
사운즈는 펑크를 다룬 최초의 음악 신문 중 하나였다. 믹 미들스는 1978년부터 1982년까지 사운즈에서 맨체스터 음악 신을 취재하며 버즈콕스와 슬라우터 & 더 도그스, 더 폴, 조이 디비전 등 많은 신인 밴드를 발굴해 냈다. 존 롭은 1987년에 합류하여 "브릿팝"이라는 용어로 더 라스(The La's), 스톤 로지스, 인스파이럴 카페츠를 설명했지만, 당시에는 그런지나 뉴 모드, 라이온 팝이나 뉴 웨이브 오브 뉴 웨이브처럼 브릿팝 장르/운동으로 발전하지는 않았다.
키스 카메론은 롭이 최초로 만들어낸 너바나와의 인터뷰 후 너바나에 대한 글을 썼다.
1987년, 모건-그램피언은 유나이티트 비지니스 미디어에 인수되었다. 사운즈는 헤비 메탈/록 잡지 케랑!의 창간으로 이어졌다.